# Konrad Fries
Konrad Fries (* 15. Juli 1898 in  Wassertrüdingen in Mittelfranken; † 25. Mai 1983 in Nürnberg) war ein deutscher Verwaltungsjurist, Bezirksamtmann und maßgeblich am Ausbau der Luftschutzeinrichtungen in Nürnberg beteiligt.

## Leben
Nach dem Abitur am humanistischen Gymnasium in München musste Konrad Fries Kriegsdienst leisten und war Leutnant im 5. Bayerischen Feldartillerie-Regiment und zuletzt Leutnant der Reserve im 17. Artillerieregiment Nürnberg. Nach dem Krieg nahm er an den Kämpfen im Zusammenhang mit der Niederschlagung der Münchner Räterepublik teil. In den Jahren von 1919 bis 1922 studierte er Rechtswissenschaften und Nationalökonomie, legte im März 1921 die erste juristische Staatsprüfung ab und promovierte 1923 summa cum laude mit der Dissertation „Die Dezentralisation der Industrie mit besonderer Berücksichtigung der Standortverhältnisse Bayerns“ zum Dr. oec. Seit dem Studium war er Mitglied der Studentenverbindung Akademischer Gesangverein München im SV. Seinen dreijährigen Vorbereitungsdienst (Referendariat) leistete er bei Gerichten und Behörden und machte das Große juristische Staatsexamen. Zum 1. Dezember 1925 erhielt er eine Anstellung als Assessor bei der Regierung von Oberfranken, trat seinen Dienst wegen einer Studienreise nach England erst zum Jahresbeginn 1926 an. Im März 1927 dem Landesversicherungsamt zur Dienstleistung zugewiesen, wurden Fries am 16. April 1928 Titel und Rang eines Regierungsrats verliehen. Zum Jahresende wurde er Bezirksamtmann in Landau an der Isar. 
Nach fünfjähriger Tätigkeit stellte er ein Versetzungsgesuch auf eine Stelle in der inneren Verwaltung. Zum 1. August 1933 wurde er Regierungsrat bei der Polizeidirektion Nürnberg-Fürth und dort später Leiter der Abteilung III (Verkehr). Zum 1. August 1935 trat er in die NSDAP ein (Mitgliedsnummer 3.692.168). Seinem Antrag vom 29. Mai 1937 auf Entlassung aus dem Staatsdienst wurde im Juli 1937 mit der Übernahme als städtischer Rechtsrat in der Stadtverwaltung Nürnberg entsprochen. Dort beschloss der Stadtrat am 3. August 1938 die Bestellung zum Stadtrechtsrat auf zwölf Jahre. Damit wurde er weiterer hauptamtlicher Beigeordneter. Zum 1. Oktober 1938 wurde Fries Leiter des neu geschaffenen städtischen Dezernats XI „Wehrangelegenheiten, Luftschutz und Ernährungsamt“. Mit diesem Amt verbunden waren Sicherung und Ausbau der Luftschutzeinrichtungen in Nürnberg. Sein besonderes Anliegen waren Ausbau und Unterhaltung des Kunstbunkers im Nürnberger Burgfelsen.
Am 20. April 1945 wurde Fries verhaftet und im Frankfurter Raum interniert. Am  6. August 1945 nach Nürnberg zurückgebracht, wurde er zum Aufbewahrungsort der Reichskleinodien verhört. Nach anfänglichem Leugnen gab er den Ort bekannt. Im Entnazifizierungsverfahren wurde Fries am 17. März 1948 durch die Spruchkammer in die Gruppe IV Mitläufer eingestuft und zur Zahlung einer Geldsühne von 600 Reichsmark verurteilt.
Nach der Entlassung aus der Haft ließ sich Fries als Rechtsanwalt in Nürnberg nieder und war dort zeitweilig Geschäftsführer von zwei Wohnungsbaugesellschaften. Vom 1. April 1951 an war Fries Beamter zur Wiederverwendung mit Anspruch auf Übergangsgehalt (nach achtjähriger Wartezeit) und Titel „Stadtrat a. D.“. Wegen Sparmaßnahmen fand er keine Beschäftigung mehr im städtischen Dienst und wurde zum 1. November 1960 in den Ruhestand verabschiedet.

## Die Rückführung der Reichskleinodien in die Wiener Hofburg
Die Reichskleinodien wurden von 1494 bis 1800/1801 im Heilig-Geist-Spital Nürnberg aufbewahrt und befinden sich seither – mit Unterbrechung in den Jahren von 1938 bis 1945 – in der Wiener Hofburg.
Nach dem Anschluss Österreichs 1938 wurden die Reichskleinodien auf Drängen des Nürnberger Oberbürgermeisters Willy Liebel und mit Zustimmung Adolf Hitlers nach Nürnberg zurückgeführt, wo sie zunächst in der Katharinenkirche Nürnberg und später aus Schutz vor den Luftangriffen auf Nürnberg im Historischen Kunstbunker untergebracht wurden.   Oberbürgermeister Willy Liebel erteilte die Anweisung, die im Kunstbunker gelagerten Reichskleinodien an einem anderen Ort zu platzieren. Er und seine Mitarbeiter Heinz Schmeißner (Bauamtsleiter), Julius Lincke (Denkmalpfleger) und Konrad Fries schafften die Kunstgegenstände am 31. März 1945 in den Paniersbunker und mauerten ihn dort in einer versteckten Nische ein. Nach der Besetzung Nürnbergs durch das amerikanische Militär begannen Soldaten auf Weisung ihrer Regierung fieberhaft mit der Suche nach dem Kunstschatz. Sie stießen auf Schmeißner und Fries; sie leugneten ihr Wissen über den Ort des Verstecks. Schließlich gelang es  dem Kunstoffizier Walter Horn (in Deutschland geboren), die beiden zu einer Preisgabe des Geheimnisses zu überreden. Horn stellte in seinem Gutachten vom 14. August 1945 fest, dass es von Seiten Heinrich Himmlers Pläne gegeben habe, die Reichskleinodien, insbesondere die Reichskrone, zu verstecken, um sie nach dem verlorenen Krieg als Symbole einer nationalsozialistischen Widerstandsbewegung zu verwenden oder sie durch die SS zerstören zu lassen. Fries, am 17. August 1945 durch die amerikanische Militärregierung von seinem Amt suspendiert, wurde wegen Falschaussage und angeblicher Unterstützung einer nationalsozialistischen Widerstandsbewegung angeklagt und zu einer Gefängnisstrafe von fünf Jahren und einer Geldstrafe von 25.000 Reichsmark verurteilt. Nach 20 Monaten Haftzeit wurden er und Schmeißner, der ebenso bestraft wurde, entlassen und die Geldstrafe niedergeschlagen.

## Werke
Mit Hans Klenk Bearbeiter des  „Nürnberger Verkehrsbilderbuchs“ (Nürnberg, 1935).